# 니시와키 데쓰야
니시와키 데쓰야(일본어: 西脇 徹也, 1977년 5월 22일 ~ )는 일본의 전 축구 선수이다.

## 구단 경력
과거 오미야 아르디자에서 활동하였다.